# Henry Balfour
Henry Balfour (11 avril 1863 - 9 février 1939) est un archéologue britannique et le premier conservateur du Pitt Rivers Museum.
Il est président du Royal Anthropological Institute, de la Museums Association, de la Folklore Society, de la Royal Geographical Society et membre de la Royal Society .

## Biographie
Henry Balfour, fils unique de Lewis Balfour (1833–1885), un courtier en soie de Croydon, et de Sarah Walker Comber (1836–1916), est né en 1863. Ses parents se sont mariés le 28 juillet 1857 . Il a deux sœurs aînées: Edith Balfour (née vers 1859) et Marian Balfour (née vers 1860). Son père est décédé le 1er mai 1885, au 15 Hanover Terrace, Regent's Park, Londres, à 52 ans .
En 1887, Henry épouse Edith Marie Louise Wilkins, fille unique de Robert Francis Wilkins de Kingswear, dans le sud du Devon. Ils ont un fils, Lewis Balfour (1887-1974). Les Balfour vivent au 11 Norham Gardens, Oxford avant de déménager à Langley Lodge, Headington, Oxford. Quelques mois après la mort de sa femme, Balfour meurt dans sa maison de Headington, Oxford, le 9 février 1939.
Balfour fait ses études au Charterhouse et au Trinity College d'Oxford (immatriculé en 1881 et diplômé en 1885), et suit les Honors Mods et plus tard la dernière école de morphologie animale en 1885. En 1884, l'Université d'Oxford accepte la collection de spécimens ethnologiques et archéologiques réalisée et organisée par le général Augustus Pitt Rivers : le professeur Henry Nottidge Moseley, à la charge duquel le Pitt Rivers Museum est placé par l'Université, invite Balfour, qui est l'un de ses étudiants, pour aider à l'installation de la collection dans le nouveau bâtiment du musée. Moseley reconnait l'intelligence vive et alerte de Balfour, son amour des animaux et son talent de dessinateur. Balfour continue à travailler sous la supervision de Moseley jusqu'à la mort de celui-ci en 1891, lorsque l'entière responsabilité est dévolue à Balfour. Il est nommé conservateur en 1893 et occupe ce poste jusqu'à sa mort. Qu'un grand et unique musée se soit développé autour du noyau original de la collection Pitt Rivers est entièrement dû à l'érudition et au dévouement de Balfour.
Les spécimens des arts et métiers de divers peuples sont depuis longtemps rassemblés dans les musées et ne sont considérés que comme des curiosités ou des trophées, mais grâce au travail du colonel Lane-Fox, ils acquièrent une nouvelle signification. En 1851, Augustus H. Lane Fox (plus tard Pitt Rivers) commence à collecter des spécimens d'armes à feu pour illustrer sa reconnaissance que chaque progrès notable dans l'efficacité, non seulement de l'arme entière mais aussi de chaque détail individuel de sa structure, est atteint comme un résultat cumulatif d'une succession de toutes les modifications légères, dont chacune n'est qu'une amélioration insignifiante sur celle qui la précédait immédiatement. Il est amené à croire que le même principe régit très probablement le développement des autres arts, appareils et idées de l'humanité. et aussitôt il commence à faire la collection ethnologique à laquelle il est toujours associé, bien que sous le nom de Pitt Rivers, qu'il prend en 1880. Contrairement à d'autres collectionneurs passionnés, il y a invariablement un principe de théorie que les objets qu'il collectionne sont destinés à illustrer. Le travail de plus de vingt ans de collecte intelligente est exposé en 1874 au Bethnal Green Museum. La collection est une révélation pour les étudiants et est la première application de la théorie de l'évolution à des objets fabriqués par l'homme. La validité des vues générales du colonel Lane Fox quant à l'évolution des arts matériels de l'homme est rapidement acceptée par un grand nombre d'ethnologues et autres.

## Œuvres
Bien qu'il n'ait écrit qu'un seul livre, L'évolution de l'art décoratif (1893), Balfour publie de nombreux articles scientifiques, prenant souvent un type d'objet spécifique - des arcs musicaux aux pistolets à feu ou aux cerfs-volants de pêche - et explorant son "développement évolutif" à travers l'histoire et à travers différentes cultures.